# Jean Ritchie
Jean Ruth Ritchie (* 8. Dezember 1922 im Perry County, Kentucky; † 1. Juni 2015 in Berea, Kentucky) war eine amerikanische Singer-Songwriterin, die auch den Appalachian dulcimer spielte. Sie wird auch „Mutter des Folk“ genannt. In ihrer Jugend lernte sie hunderte von Folksongs auf traditionelle Art und Weise: mündlich von ihrer Familie und ihren Freunden und Bekannten, viele davon waren appalachische Varianten jahrhundertealter britischer und irischer Lieder, darunter viele Child Ballads. In ihrem künstlerischen Schaffen teilte sie diese Songs mit einer sehr großen Zuhörerschaft und komponierte nach dem Vorbild der traditionellen Musik eigene neue Songs. Sie hatte maßgeblichen Anteil am Revival des traditionellen appalachischen Instruments Appalachian dulcimer, den sie durch das Spiel auf ihren Alben und das Verfassen von  Tutorials populär machte. Sie sammelte auch Folkmusik in den USA, dem Vereinigten Königreich und Irland, um die Herkunft ihrer familiären Lieder zu dokumentieren und bei ihrer Bewahrung zu helfen. Sie inspirierte viele Musiker wie Bob Dylan, Joan Baez, Shirley Collins, Joni Mitchell, Emmylou Harris und Judy Collins.

## Start in Kentucky
Die Eltern Jean Ritchies waren Abigail Ritchie, geb. Hall (1877–1972) und Balis Wilmar Ritchie (1869–1958). Sie lebten in Viper, einem kleinen Dorf im Perry County in den Cumberland Mountains im Südosten von Kentucky. Die Ritchie-Familie aus Perry County war eine der beiden großen „balladensingenden Familien“ Kentuckys, die von Folksong-Musikwissenschaftlern verehrt wurden; die andere war die Combs Family aus dem benachbarten Knott County. Deren Repertoire war die Basis für die erste wissenschaftliche Arbeit über britische Balladen in Nordamerika, eine 1925 publizierte Dissertation von Josiah Combs, der Professor am Berea College war, für die Sorbonne.
Jeans Vater Balis hatte ein Buch mit alten Folksongs mit dem Titel Lovers' Melodies herausgegeben, er sang aber am liebsten Balladen, die er oft auswendig kannte und mit dem Appalachian dulcimer begleitete. 1917 nahm Cecil James Sharp Lieder von Jeans älteren Schwestern May (1896–1982) und Una (1900–1989) auf, ihre Schwester Edna (1910–1997) lernte die alten Balladen zur selben Zeit und nahm später ihr eigenes Album mit traditionellen Liedern und Dulcimer-Begleitung auf. Fast alle Geschwister Ritchie widmeten ihr Leben der Bewahrung und dem Spiel traditioneller Musik. Viele besuchten die Hindman Settlement School, eine Musikschule, in der die Schüler zur Wertschätzung ihres eigenen Hintergrunds motiviert wurden und in der Sharp viele Songs sammelte.
Jean Ritchies Vorfahren kämpften im Amerikanischen Unabhängigkeitskrieg. Alan Lomax schrieb:

"They were quiet, thoughtful folks, who went in for ballads, big families and educating their children. Jean's grandmother was a prime mover in the Old Regular Baptist Church, and all the traditional hymn tunes came from her. Jean's Uncle Jason was a lawyer, who remembers the big ballads like "Lord Barnard." Jean's father taught school, printed a newspaper, fitted specs, farmed and sent ten of his fourteen children to college".

„Sie waren ruhige, nachdenkliche Leute, die gerne Balladen sangen und ihre großen Familien und die Bildung ihrer Kinder liebten. Jeans Großmutter war eine Vorsängerin bei den Old Regular Baptists, und die Melodien aller traditionellen Kirchenlieder kamen von ihr. Ihr Onkel Jason war ein Rechtsanwalt, der lange Balladen wie Matty Groves auswendig konnte. Ihr Vater gab Schulunterricht, druckte eine Zeitung, schrieb Gebrauchsanweisungen, betrieb Landwirtschaft und schickte zehn seiner vierzehn Kinder aufs College.“

### Anfänge

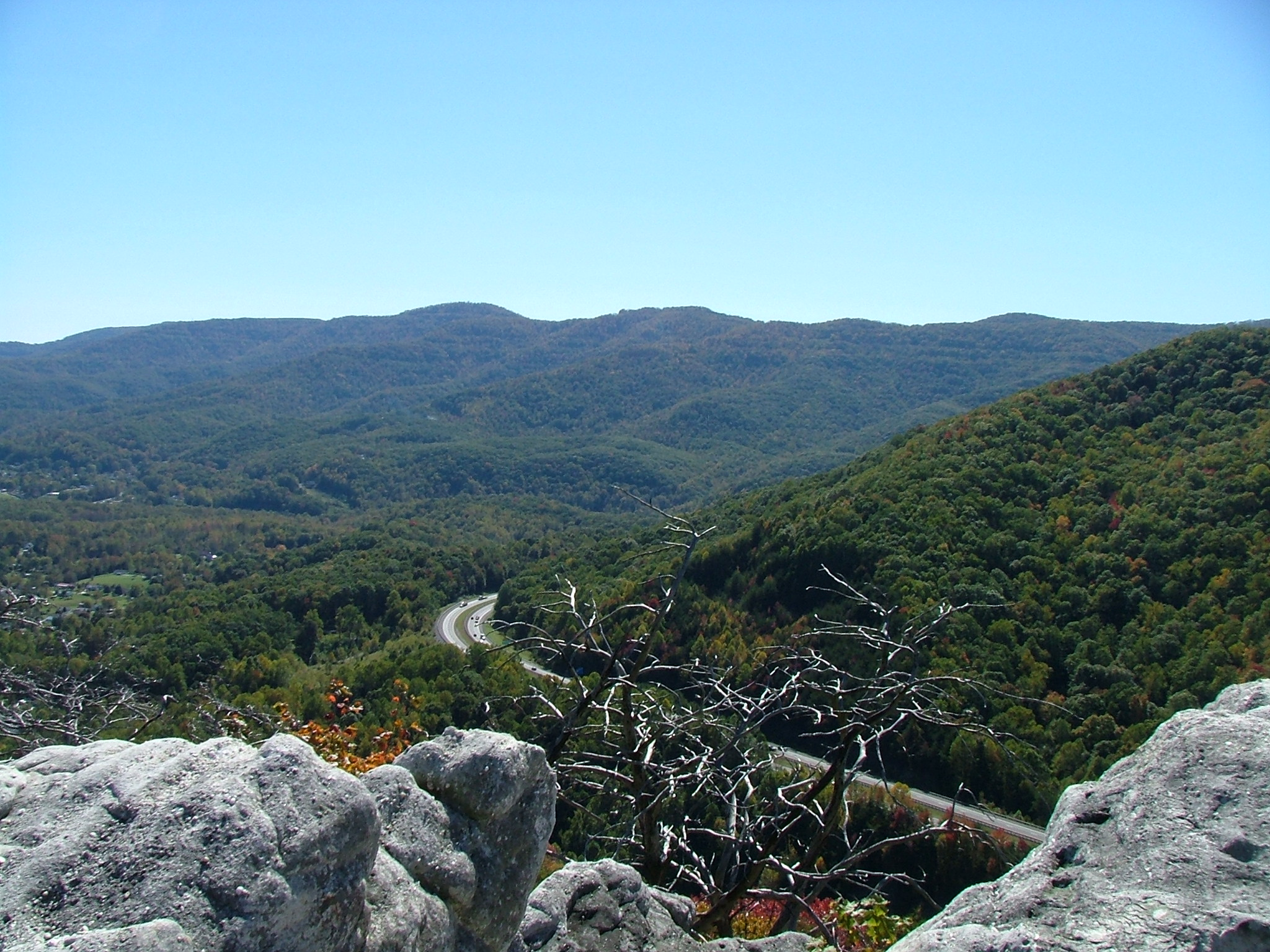
Die Cumberland Mountains

Als jüngstes von 14 Geschwistern schlief Jean mit ihren neun Schwestern in einem Zimmer des familiären Bauernhauses. Sie und ihre Familie sangen zur Unterhaltung, aber auch zur Begleitung der Arbeit. Wenn sich die Familie zum Singen versammelte, wählte sie aus einem mehr als 300  Lieder umfassenden Repertoire aus, zu dem Kirchenlieder, alte Balladen und Volkslieder von Komponisten wie Stephen Foster gehörten, die meist mündlich gelernt und unbegleitet gesungen wurden. Die Ritchies veränderten die Harmonien einiger ihrer Lieder, z. B. von Pretty Saro. Ritchie schloss die High School in ihrem Heimatort Viper ab und schrieb sich anschließend im Cumberland Junior College (heute die Volluniversität University of the Cumberlands) in Williamsburg ein. Anschließend schloss sie als Phi-Beta-Kappa-Absolventin der University of Kentucky in Lexington ihr Studium 1946 mit einem B.A. in Sozialarbeit ab. Sie nahm am Glee-Club und dem Chor des Colleges teil und lernte, Klavier zu spielen. Ritchie zufolge sagte die Folk-Sammlerin Maud Karpeles später: „Ritchie kann nicht Folksängerin genannt werden, weil sie auf einem College war“, was Ritchie als Kompliment auffasste.
1946, als sie noch in Kentucky lebte, wurden sie und ihre Schwestern Edna, Kitty und Pauline bei der Aufführung traditioneller Lieder von Emily Elizabeth Barnacle und Artus Moser aufgenommen.

## New York

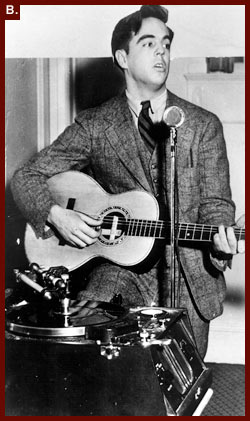
Alan Lomax

Nach ihrem Studienabschluss erhielt sie eine Stelle als Sozialarbeiterin am Henry Street Settlement in New York, wo sie ihre appalachischen Lieder und Traditionen an die dortigen Kinder weitergab. Dies machte Folk-Sänger, Wissenschaftler und Musikliebhaber in New York auf sie aufmerksam und sie freundete sich mit Woody Guthrie, Oscar Brand, Pete Seeger und Alan Lomax an. Für viele repräsentierte sie eine ideale traditionelle Musikerin aufgrund ihres ländlichen Hintergrunds, ihrem Spiel der Dulcimer und der familiären Weitergabe ihrer Songs. Im Oktober 1949 wurde sie ein regelmäßiger Gast bei der Sendung Oscar Brand's Folksong Festival beim Rundfunksender WNYC. 1949 und 1950 nahm sie viele Stunden Lieder, Geschichten und mündliche Überlieferungen für Lomax in New York City auf. Das Lomax Digital Archive machte ihre Aufnahmen online zugänglich. 1951 machte sie auch zahlreiche Aufnahmen für die Library of Congress. In diesem Jahr machte sie Auftritte als Singer-Songwriter und die Sammlung von Folksongs zu ihrem Beruf. Sie erhielt einen Vertrag von Elektra Records und veröffentlichte 1952 ihr erstes Album mit Liedern, die in ihrer Familie gesungen wurden: Singing the Traditional Songs of Her Kentucky Mountain Family. Es enthielt deren Versionen von Liedern wie "Gypsum Davy", "The Cuckoo" und "The Little Devils", ein Lied, das Cecil Sharp besonders faszinierte, als er es 1917 von Una und Sabrina Ritchie hörte.

## Die Fulbright-Expedition

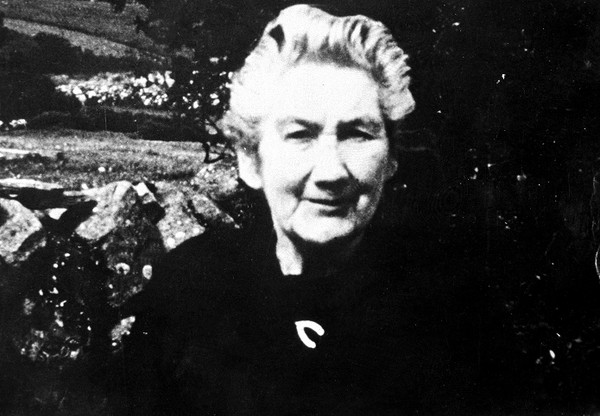
Elizabeth Cronin

1952 erhielt Ritchie ein Stipendium der Fulbright-Kommission, um die Verbindungen amerikanischer Balladen mit der Musik Englands, Schottlands und Irlands aufzuspüren. Ritchie und ihr Ehemann George Pickow machten 18 Monate lang Interviews, Tonaufnahmen und Fotografien von Sängern, darunter Elizabeth Cronin, Tommy und Sarah Makem, und Seamus Ennis in Irland, Jeannie Robertson und Jimmy MacBeath in Schottland und Harry Cox und Bob Roberts in England. Fragen, nach welcher Art von Liedern sie suchen würden, antwortete Ritchie manchmal mit der Gegenfrage, ob sie das Lied Barbara Allen kennen würden, und sang einige Strophen hieraus. 1954 veröffentlichte Ritchie einige der britischen und irischen Aufnahmen auf dem Album Field Trip zusammen mit den Fassungen ihrer Familie von denselben Songs. Eine größere Auswahl wurde von Folkways auf den beiden LPs Field Trip–England 1959 und As I Roved Out (Field Trip–Ireland) 1960 veröffentlicht. Einige Texte und Fotografien publizierte sie später in ihrem Buch From Fair to Fair: Folksongs of the British Isles (1966).
Im Vereinigten Königreich sang Ritchie auf Konzerten der English Folk Dance and Song Society, auch auf deren jährlich stattfindendem Royal-Albert-Hall-Festival, und moderierte Radioprogramme der BBC, die bei der von ihrem Freund Alan Lomax gestalteten Sendung "Ballad Hunter" ausgestrahlt wurden. Einmal nahm Maud Karpeles Ritchie und Pickow zu einem Besuch bei Ralph Vaughan Williams und dessen Frau Ursula mit, für den sie "Come All Ye Fair and Tender Ladies" sang; Pickow fotografierte sie alle vier zusammen.

## Musikalische Erfolge
1955 schrieb Ritchie ein Buch über ihre Familie mit dem Titel: Singing Family of the Cumberlands. Das Buch dokumentierte die Rolle der Lieder im Alltagsleben der Familie, ihren Gebrauch zur Begleitung täglicher Arbeiten in Haus und Hof oder den gemeinsamen Gesang auf der Terrasse am Abend, um „den Mond anzusingen“. Singing Family of the Cumberlands wird als amerikanischer Klassiker angesehen und bis heute an amerikanischen Schulen benutzt.
Genauso wie Balladen und zur Arbeit gesungene Lieder kannte Ritchie Kirchenlieder der "Old Regular Baptist"s. Diese wurden als Lining out gesungen, indem eine Person eine Zeile eines Liedes oder Psalms singt und die übrige Versammlung antwortet, so auch das Lied Amazing Grace, das sie zu popularisieren half. Familiäre Versionen der Kirchenlieder "Amazing Grace" und "Brightest And Best" wurden 1959 auf dem Album Jean Ritchie Interviews Her Family, With Documentary Recordings veröffentlicht.
Ritchie sang und dirigierte 1959 auf dem ersten Newport Folk Festival  und war Mitglied des ersten Folklore-Panels der National Endowment for the Arts.

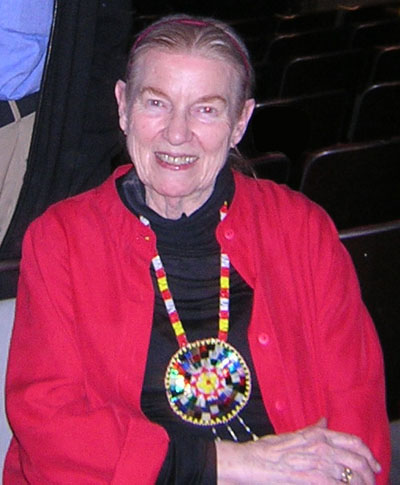
Ritchie nach einem Auftritt am 26. April 2008

Ihr 1961 erschienenes Album Ballads from Her Appalachian Family Tradition enthielt viele traditionelle Ritchie-Familienversionen von Child Ballads, darunter False Sir John, Hangman, Lord Bateman, Barbary Allen, There Lived an Old Lord (Two Sisters), Cherry Tree Carol und Edward. Ihre traditionelle Fassung des Liedes "My Dear Companion" (Roud 411) erschien auf dem Album Trio von Linda Ronstadt, Dolly Parton und Emmylou Harris. Judy Collins nahm einige von Ritchies traditionellen Liedern wie "Tender Ladies" und "Pretty Saro" auf und benutzte 1962 auf dem Cover ihres Albums "Golden Apples of the Sun" ein Foto von George Pickow. 1963 nahm Ritchie ein Album mit Doc Watson unter dem Titel Jean Ritchie and Doc Watson Live at Folk City auf.
Mit der wachsenden Popularität der Folkmusik in den 1960er Jahren wurden neue politische Lieder bekannter als die alten Balladen. Während Ritchie überwiegend beim traditionellen Balladenstil blieb, schrieb und veröffentlichte sie gleichzeitig Lieder über Kentucky mit größeren Bezügen wie über die Zerstörung der Umwelt durch kommerzielle Rodung und Kohlebergbau. Zu diesen Liedern gehören "Blue Diamond Mines", "Black Waters" und "The L&N Don’t Stop Here Anymore", das von Johnny Cash gecovert wurde, nachdem er seine Frau June Carter Cash das Lied singen hörte. Viele Lieder über den Bergbau schrieb sie unter dem Pseudonym "Than Hall", um Probleme mit ihrer unpolitischen Mutter zu vermeiden und weil sie glaubte, von einem Mann geschriebenen politischen Texten würde eher Gehör geschenkt.
Das Lied Nottamun Town, das Ritchie von ihrem Onkel Jason gelernt und 1954 auf dem Album Kentucky Mountains Songs sowie 1965 auf A Time For Singin vorgetragen hatte, wurde 1964 von Shirley Collins, 1966 von Bert Jansch und von der Gruppe Fairport Convention 1969 gecovert. Bob Dylan benutzte die Melodie 1963 für seinen Song "Masters of War" auf dem Album The Freewheelin’ Bob Dylan.
Ritchie hatte von ihrem Onkel Jason (tatsächlich ein Cousin ersten Grades ihres Vaters) gelernt, Melodien und Texte von Auftritt zu Auftritt und von Vers zu Vers zu verändern, weil sie Elemente von Improvisation und Variation als natürlichen Bestandteil der traditionellen Musik sah. Ihre Versionen von familiären Liedern und originalen Versionen sind von Auftritt zu Auftritt unterschiedlich und sie schuf oft neue Lieder aus Teilen des Materials alter Songs oder komponierte neue  Verse, um Lieder zu vollenden, deren Bestandteile sie aus ihrer Kindheit kannte. Leider hatte Cecil Sharp, als er sich 1917 in Knott County aufhielt, kein Treffen mit Jason Ritchie vereinbart.
Ihr 1977 erschienenes Album None But One, das im gleichen Jahr den Kritikerpreis der Zeitschrift Rolling Stone gewann, machte eine jüngere Hörerschaft mit ihrer Musik bekannt und sicherte ihr einen Platz in der Mainstream-Folkmusik. Ihr 1995, 50 Jahre nach der ersten Einspielung, erschienenes Album Mountain Born (1995) stellt ihre beiden Söhne Peter und Jonathan vor. Ihr Leben wurde 1996 in der für das Programm Kentucky Educational Television gedrehten Dokumentation Mountain Born: The Jean Ritchie Story verfilmt.

## Das Dulcimer-Revival

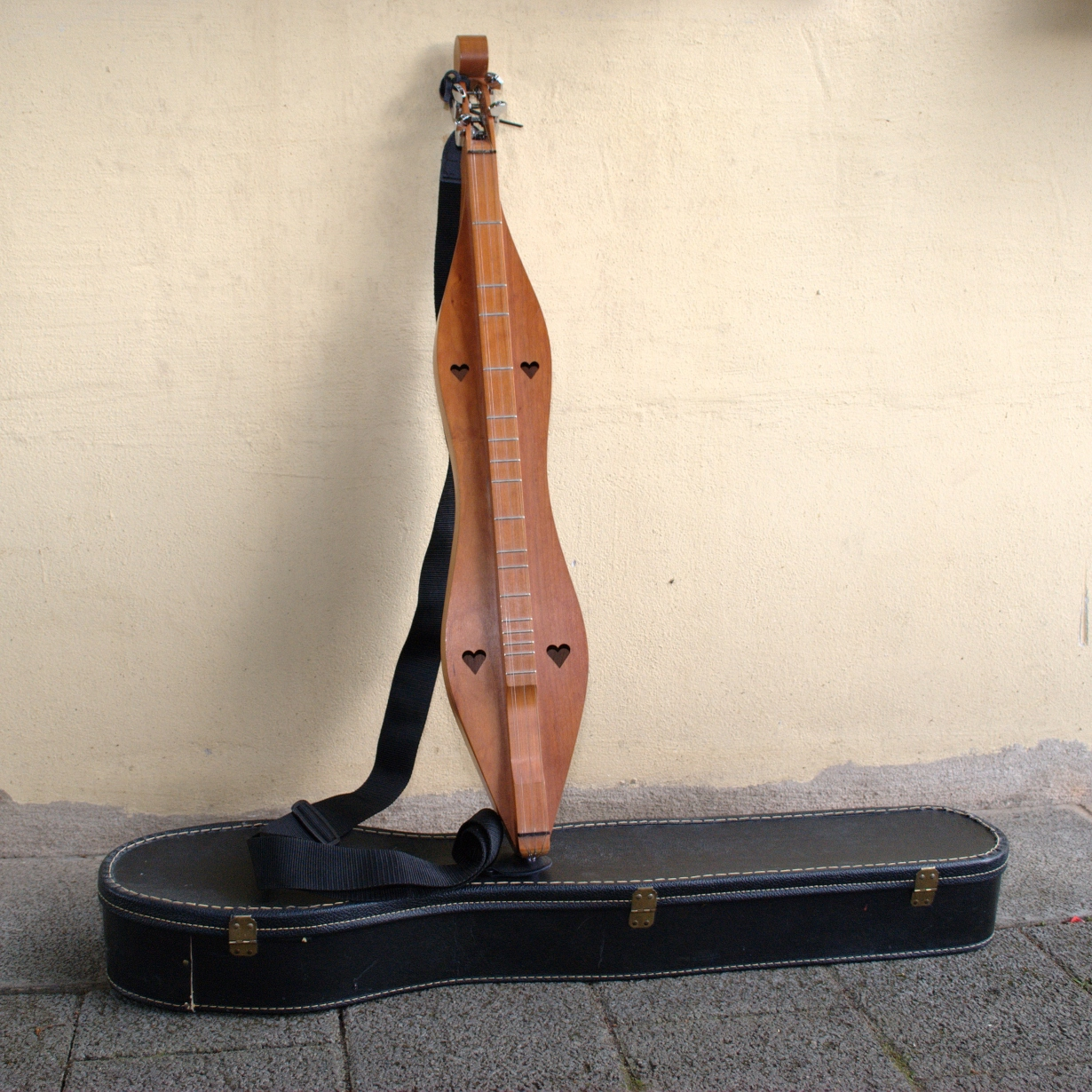
Appalachian dulcimer

Ritchies Verdienst ist es, den Appalachian dulcimer national und international bekannt gemacht zu haben. Sie gilt als wichtigste Initiatorin des „Dulcimer-Revivals“, obwohl sie lieber ohne Begleitung sang und sich nur manchmal auf einer Gitarre, einer Autoharp oder einem handgezupften Dulcimer begleitete. Die Ritchies spielten ihre Dulcimer mit einem Gänsefederkiel. Ritchies Dulcimerspiel und ihr 1974 erschienenes Lehrbuch The Dulcimer Book inspirierten Folkmusiker in den USA und dem Vereinigten Königreich, Lieder mit diesem Instrument aufzunehmen. Weil Fans sie oft fragten: „Welches Album hat den meisten Dulcimer?“, nahm sie schließlich 1984 ein Album mit dem Titel The Most Dulcimer auf, in dem der Dulcimer in jedem Stück gespielt wurde.

## Privates Leben und Tod

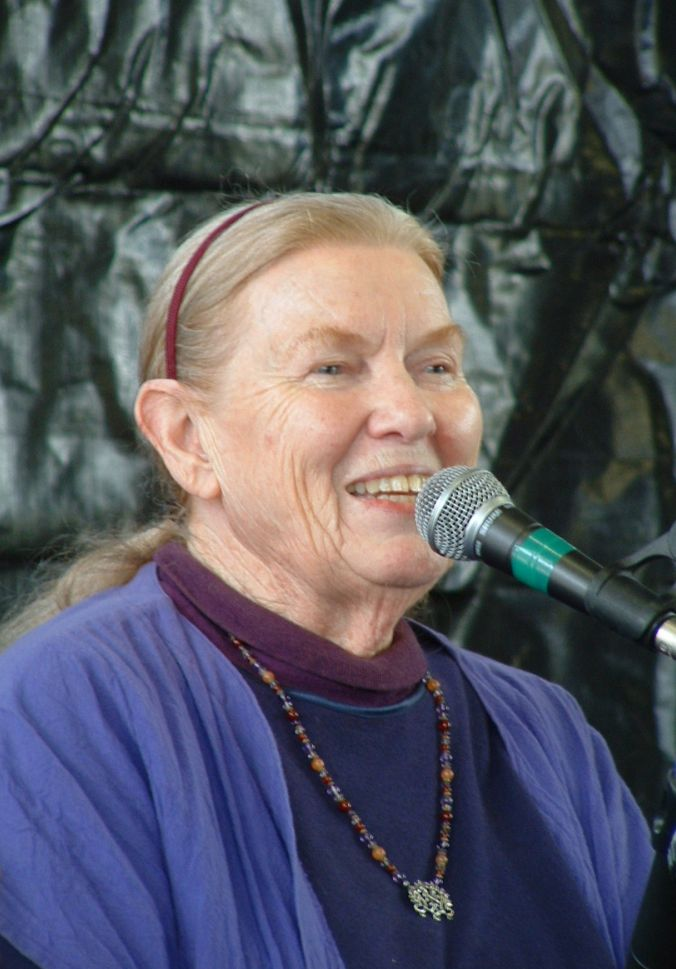
Jean Ritchie im Jahr 2004

Ritchie war mit dem Fotografen George Pickow von 1950 bis zu dessen Tod 2010 verheiratet. Sie hatten zwei Söhne, Peter (1954-) und Jonathan (1958–2020). Sie lebte in Port Washington im Bundesstaat New York und wurde 2008 in die Long Island Music Hall of Fame aufgenommen.
Im Dezember 2009 hatte Ritchie einen Schlaganfall, der ihre Kommunikationsfähigkeit beeinträchtigte. Sie erholte sich weitgehend und kehrte dann in ihr Haus in Berea in Kentucky zurück. Ein Freund berichtete an ihrem 90. Geburtstag: „Jean hat in den letzten Jahren ruhig in Berea gelebt, gutgelaunt und gut versorgt durch ihre Familie und Nachbarn“. Sie starb in Berea am 1. Juni 2015 im Alter von 92 Jahren.

## Diskografie
- Singing the Traditional Songs of Her Kentucky Mountain Family (1952)
- Appalachian Folk Songs: Black-eyed Susie, Goin' to Boston, Lovin' Hanna (195-)
- Kentucky Mountains Songs (1954)
- Field Trip (1954)
- Courting Songs (1954) (mit Oscar Brand)
- Shivaree (1955)
- Children's Songs & Games from the Southern Mountains (1956)
- Songs from Kentucky (1956)
- American Folk Tales and Songs (1956)
- Saturday Night and Sunday Too (1956)
- Singing Family of the Cumberlands (1957)
- The Ritchie Family of Kentucky (1958)
- Riddle Me This (1959) (mit Oscar Brand)
- Carols for All Seasons (1959)
- British Traditional Ballads in the Southern Mountains, Vol. 1 Folkways (1961) (Kinderballaden)
- British Traditional Ballads in the Southern Mountains, Vol. 2 Folkways FA 2302 (1961) (Kinderballaden)[48]
- Ballads (2003; Teil 1 und 2 oben auf einer CD)
- Ballads from Her Appalachian Family Tradition (1961)
- Precious Memories (1962)
- The Appalachian Dulcimer: An Instructional Record (1963)
- Jean Ritchie and Doc Watson Live at Folk City (1963)
- A Time For Singing (1965)
- Marching Across the Green Grass & Other American Children's Game Songs (1968)
- Clear Waters Remembered (1974) Geordie 101[48]
- Jean Ritchie At Home (1974) Pacific Cascade Records LPL 7026[48]
- None But One (1977)
- Sweet Rivers  (1981) June Appal JA 037 (hymns)
- Christmas Revels. Wassail! Wassail! (1982)
- O Love Is Teasin‘ (1985)
- Kentucky Christmas, Old and New (1987)
- Childhood Songs (1991)
- The Most Dulcimer (1992)
- Mountain Born (1995)
- High Hills and Mountains (1996)
- Legends of Old Time Music (2002, DVD)

## Ehrungen
- 1977: Rolling Stone Kritikerpreis 1977 für ihr Album None But One
- 1998: Folk Alliance’s Lifetime Achievement (Preis für die Lebensleistung)[25]
- 2002: National Heritage Fellowship,  verliehen durch die National Endowment for the Arts, die höchste Ehrung für traditionelle Kunst in den USA[49]

## Bibliographie
- Jean Ritchie, Illustrated by Maurice Sendak: Singing Family of the Cumberlands. Oxford University Press, New York 1955, ISBN 978-0-8131-0186-6 (englisch).
- Jean Ritchie: The Dulcimer Book; being a book about the three-stringed Appalachian dulcimer, including some ways of tuning and playing; some recollections in its local history in Perry and Knott Counties, Kentucky. Oak Music, New York 1963 (englisch).
- Jean Ritchie, illustrated by Don Bolognese: Apple seeds and soda straws. H.Z. Walck, New York 1965 (englisch).
- Ritchie, Jean (1965/1997) Folk Songs of the Southern Appalachians, ISBN 978-0-8131-0927-5. The original 1965 edition was issued by Oak Publications, the 1997 expanded version by University Press of Kentucky. The task of transcribing Ritchie's sung music into musical notation was carried out (1965) by Melinda Zacuto and Jerry Silverman.
- Jean Ritchie's Swapping Song Book, ISBN 978-0-8131-0973-2
- Jean Ritchie's Dulcimer People (1975)
- Jean Ritchie (Hrsg.): A Garland of Mountain Song; songs from the repertoire of the Ritchie family of Viper, Kentucky. New Auflage. Broadcast Music, 1953 (englisch).
- Jean Ritchie: Celebration of Life: her songs; her poems. Geordie Music Publishing, Port Washington 1971, ISBN 0-8256-9676-3 (englisch).